# NGC 5377
NGC 5377 é uma galáxia espiral barrada (SBa) localizada na direcção da constelação de Canes Venatici. Possui uma declinação de +47° 14' 08" e uma ascensão recta de 13 horas, 56 minutos e 16,7 segundos.
A galáxia NGC 5377 foi descoberta em 12 de Maio de 1787 por William Herschel.